# 塔卡萊
塔卡萊是17世紀台灣西拉雅族信仰的一位男性神祇，西拉雅十三神之一。與妻子塔碼卡汀共同掌管祭典、宴會之事儀。